# Margaret Truman
Mary Margaret Truman Daniel, född 17 februari 1924 i Independence, Missouri, död 29 januari 2008 i Chicago, var en ameikansk klassisk koloratursopran, skådespelerska, journalist, radio-/tv-värd och författare (biografier över dels sig själv och dels sina föräldrar, samt ett flertal "mordgåtor"). Hon var det enda barnet till den amerikanske presidenten Harry S. Truman och dennes hustru Bess.

### "Biografier"
- Souvenir: Margaret Truman's Own Story (1956)
- White House Pets (1969)
- Harry S. Truman (1973), ISBN 0-688-00005-3
- Women of Courage (1976), ISBN 0-688-03038-6
- Letters From Father: The Truman Family's Personal Correspondence (1981), ISBN 0-87795-313-9
- Bess W. Truman (1986), ISBN 0-02-529470-9
- Where The Buck Stops: The Personal and Private Writings of Harry S. Truman (1989), ISBN 0-446-51494-2
- First Ladies (1995), ISBN 0-679-43439-9
- The President's House: 1800 to the Present (2003), ISBN 0-345-47248-9

### Skönlitterära verk
Capital Crimes:
- Murder in the White House (1980), ISBN 0-87795-245-0
- Murder on Capitol Hill (1981), ISBN 0-87795-312-0
- Murder in the Supreme Court (1982), ISBN 0-87795-384-8
- Murder in the Smithsonian (1983), ISBN 0-87795-475-5
- Murder on Embassy Row (1984), ISBN 0-87795-594-8
- Murder at the FBI (1985), ISBN 0-87795-680-4
- Murder in Georgetown (1986), ISBN 0-87795-797-5
- Murder in the CIA (1987), ISBN 0-394-55795-6
- Murder at the Kennedy Center (1989), ISBN 0-394-57602-0
- Murder at the National Cathedral (1990), ISBN 0-394-57603-9
- Murder at the Pentagon (1992 ),ISBN 0-394-57604-7
- Murder on the Potomac (1994), ISBN 0-679-43309-0
- Murder at the National Gallery (1996), ISBN 0-679-43530-1
- Murder in the House (1997), ISBN 0-679-43528-X
- Murder at the Watergate (1998), ISBN 0-679-43535-2
- Murder at the Library of Congress (1999),ISBN 0-375-50068-5
- Murder in Foggy Bottom ( 2000 ), ISBN 0-375-50069-3
- Murder in Havana (2001), ISBN 0-375-50070-7
- Murder at Ford's Theatre (2002), ISBN 0-345-44489-2
- Murder at Union Station (2004), ISBN 0-345-44490-6
- Murder at the Washington Tribune (2005), ISBN 0-345-47819-3
- Murder at the Opera (2006), ISBN 0-345-47821-5
- Murder on K Street (2007), ISBN 0-345-49886-0
- Murder inside the Beltway (2008), ISBN 0-345-49888-7